# Mihai Beniuc
Mihai Beniuc (n. 20 noiembrie 1907, Sebiș, Arad – d. 24 iunie 1988, București) a fost poet, prozator și zoo-psiholog român. Mihai Beniuc este cunoscut în general ca poet proletcultist, al regimurilor comuniste din România, alături de autori precum Alexandru Toma, Dan Deșliu, Eugen Frunză, A.E. Baconsky sau Maria Banuș, între alții, urmărind cu mare interes direcțiunile Partidului Comunist Român
A activat, de asemenea, ca zoo-psiholog (specialist în psihologia animalelor) și profesor la Universitatea din Cluj. Mihai Beniuc a fost membru în Partidul Comunist Român din 1945.

## Biografie
Mihai Beniuc a fost fiul lui Athanasie Beniuc și al Veselinei. Urmează Liceul Moise Nicoară din Arad între 1921-1927, unde  Alexandru T. Stamatiad îi este profesor de literaturǎ. Debutează în revista liceului, „Laboremus”. Participă la cenaclul lui Victor Papilian. Licențiat în psihologie, filozofie și sociologie al Universității din Cluj, în 1931. După o specializare la Hamburg cu J. von Uexkull în psihologia animalelor, a parcurs ierarhia universitară de la asistent la profesor universitar. După terminarea celui de-al Doilea Război Mondial, este conferențiar la Facultatea de Psihologie din Cluj (ca specialist în psihologia animalelor) și autorul unor volume de versuri (Cântece de pierzanie, 1938, Cântece noi, 1940, Orașul pierdut, 1943), privite de public și de critica literară cu înțelegerea și simpatia cu care este privită arta naivă.

### Cariera după 1946
Adevărata sa carieră literară începe în 1946, când publică volumul intitulat Un om așteaptă răsăritul și pleacă în calitate de consilier cultural la Moscova. După doi ani se întoarce în țară și se stabilește la București.
Într-un articol publicat în revista Viața Românească (nr. 3 din 1951), Mihai Beniuc, în calitate de președinte al Uniunii Scriitorilor din România, oferea definiția poetului realist-socialist: “Acesta trebuie să fie un filozof cunoscător al celor mai înalte idei ale timpului [...], spre care au deschis drum Marx, Engels, Lenin și Stalin [...], un activist în slujba respectivelor idei”. Mihai Beniuc renunță la promovarea cărții sale de versuri din 1951, „Cântec pentru tovarășul Gh. Gheorghiu-Dej”, și se reprofilează, începând să scrie câteva poeme pentru liderul comunist de atunci, Nicolae Ceaușescu.
Publică în medie câte o carte pe an; își reeditează unele lucrări iar altele îi sunt traduse în străinătate.
În 1965 este înlăturat din funcția de președinte al Uniunii Scriitorilor. Redevine profesor de zoopsihologie, de data aceasta la Universitatea din București. 

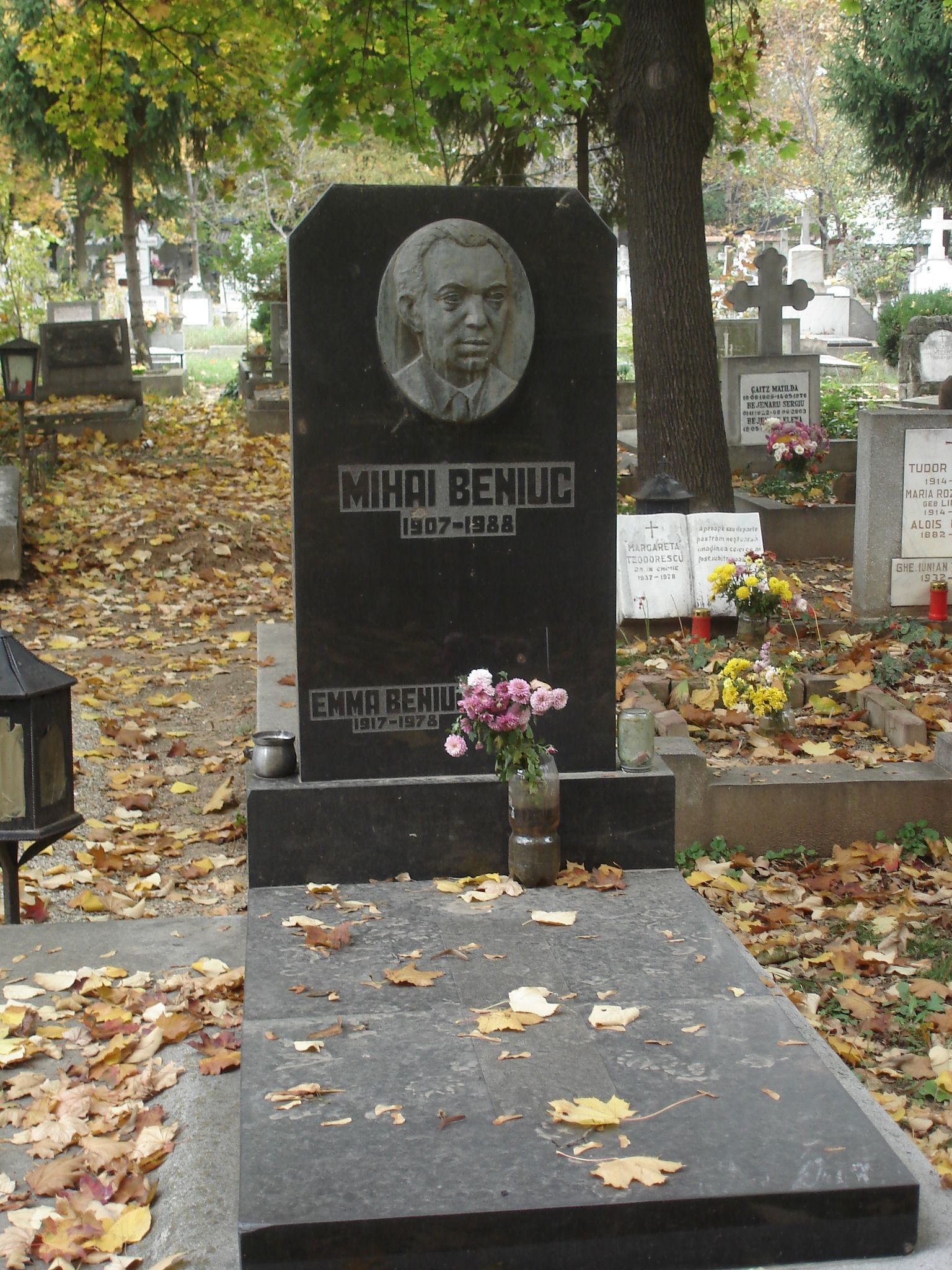
Mormântul lui Mihai Beniuc în Cimitirul Evanghelic Luteran din București

În ultimii ani de viață se stabilește în vila sa din cartierul Primăverii și își continuă activitatea de poet, pe formula realismului socialist. Poemele sale se publică în principalele ziare și reviste ale epocii.
Moare la 24 iunie 1988 și este înmormântat în Cimitirul Evanghelic Luteran din București.

## Opera

### Volume de versuri
- Cântece de pierzanie, 1938
- Cântece noi, 1940
- Orașul pierdut, 1943
- Poezii, 1943, 1952, 1956, 1959, 1960, 1966, 1969, 1973
- Un om așteaptă răsăritul, 1946
- Versuri alese, 1949, 1955
- Steaguri, 1951
- Cântec pentru tovarășul Gheorghiu Dej, 1951
- Pe-aici nu se trece!, 1953
- O sama de poeme, 1953
- În frunte comuniștii, 1954
- Partidul m-a învățat, 1954
- Mărul de lîngă drum, 1954
- Pacala, sluga la primar, 1955
- Trăinicie, 1955
- Azimă, 1956
- Inima bătrînului Vezuv, 1957
- Călători prin constelații, 1957
- Cu un ceas mai devreme, 1959
- Cîntecele inimii, 1960
- Materia și visele, 1961
- Culorile toamnei, 1962
- Pe coardele timpului, 1963
- Cu faruri aprinse, 1964
- La vita dalla vita (Viata din viata), 1964
- Colți de stîncă, 1965
- Zi de zi, 1965
- Alte drumuri, 1967
- Mozaic, 1968
- Inima-n zale, 1969
- Lumini crepusculare, 1970
- Etape, 1971
- Turn de veghe, 1972
- Arderi, 1972
- Pămînt! ăamînt..., 1973
- Focuri de toamnă, 1974
- Rămîne pururi vatra, 1974
- Patrula de noapte, 1975
- Țara amintirilor, 1976
- Dialog, 1977
- Vă las ca frunza, 1978
- Glasul pietrelor, 1978
- Elegii, 1979
- Scrieri (1972-1979), 8 vol. (vol. 1 - Drumul poeziei; vol. 2 - Cantece de pierzanie; vol. 3 - Pe coardele timpului. Poezii; vol. 4 - Arderi; vol. 5 - Traduceri; vol. 6 - Poeti si prozatori; vol. 7 - Retrospective si perspective; vol. 8 - Poezii (1973-1978)
- Lupta cu îngerul, 1980
- Apele se revarsă în mare, 1982
- Filon de aur, 1984
- Rugul poeziei, 1985
- Iarna magnoliei, 1986
- Horea: poem dramatic, 1986
- În voia vîntului, 1987
- Vlăsia mea, 1987

### Povestiri, nuvele, romane
- Ură personală, 1959
- Pe muche de cuțit, 1959
- Dispariția unui om de rând, 1963
- Explozie înăbușită, 1971
- Aurul regelui Midas, 1977
- Ajun de răscoală, 1979

### Eseistică
- Despre poezie, 1953
- Fratia dintre poporul romîn si minoritatile nationale, 1954
- Poezia noastra, 1956
- Mesterul Manole: cronici si studii literare (1934-1957), 1957
- Poezia militanta: eseuri, 1972
- Un batrîn catre un tînar carturar, 1973

### Teatru
- In Valea Cucului: comedie în trei acte, 1959
- Intoarcerea: piesa în sapte tablouri, 1962

### Traduceri
- Cântec despre oastea lui Igor fiul lui Sveatoslav nepotul lui Oleg, 1951.
- Petőfi Sándor, Un gând mă chinuiește neîncetat. În: Scânteia, nr. 1016 / 5 ianuarie 1948, pag. 3.[9]
- Poeme/ Gorki ; în româneste de Mihai Beniuc, Anda Boldur, Demostene Botez ... [et al.]; București, Cartea Rusa, 1957
- Sărbătoarea de neuitat/ Ernest Hemingway; București, Editura pentru Literatura Universala, 1966
- Versek: kétnyelvü kiadás / József Attila; București, Editura pentru Literatura, 1967
- Thérèse Desqueyroux - Cuibul de vipere: romane / François Mauriac ; în româneste de Emma si Mihai Beniuc si de Ion Mihaileanu ; pref. de Irina Bădescu; București, Editura pentru Literatură, 1967
- Poèmes/ Guillaume Apollinaire ; [în româneste de Mihai Beniuc]; Bucarest, Les Éditions Littéraires, 1968
- Antologie de poezie neerlandeză: olandeza și flamanda / în româneste de Mihai Beniuc, Ion Caraion, Aurel Covaci si Petre Solomon ; pref. Garmt Stuiveling; București, Minerva, 1973
- Poezii/ József Attila ; București, Albatros, 1975

### Psihologie animală
- Învățare și inteligență la animale: formarea "drumului indirect" la pestele combatant, 1934
- Mediu, preajma, vatra: principii de psihologie animală: studiu în onoarea lui J. von Uexküll la împlinirea a 70 de ani de viata, 1938
- Ce simt și pricep animalele, 1968
- Psihologie animală: comparată și evolutivă, 1970

### Memorialistică
- Mihai Beniuc - Sub patru dictaturi. Memorii 1940-1975, Editura: Ion Cristoiu, 1999
- Insemnarile unui om de rand. Pagini de jurnal si memorii (1965-1969-1971, 1974), Editura: MEGA, 2016

## Afilieri
- Președinte al Uniunii Scriitorilor din România
- Membru titular al Academiei Române

## Distincții
- Ordinul Muncii clasa I (9 iunie 1954) „pentru merite deosebite în domeniul creației literare”[10]
- Ordinul „Steaua Republicii Populare Romîne” clasa a II-a (19 noiembrie 1957) „cu prilejul împlinirii a 50 de ani de la naștere, pentru merite deosebite în domeniul creației literare”[11]
- Ordinul „23 August” clasa a III-a (12 august 1959) „pentru activitate rodnică în dezvoltarea științei și culturii din Republica Populară Romînă”[12]
- Medalia „40 de ani de la înființarea Partidului Comunist din Romînia” (6 mai 1961) „pentru activitate îndelungată în mișcarea muncitorească și merite în opera de construire a socialismului”[13]
- titlul de Erou al Muncii Socialiste și medalia de aur „Secera și ciocanul” (4 mai 1971) „cu prilejul aniversării a 50 de ani de la constituirea Partidului Comunist Român, [...] pentru activitate îndelungată în mișcarea muncitorească și merite deosebite în opera de construire a socialismului în patria noastră”[14]
- Ordinul „23 August” clasa I (23 ianuarie 1978) „pentru activitate îndelungată în mișcarea muncitorească și contribuția adusă la înfăptuirea politicii partidului și statului de făurire a societății socialiste multilateral dezvoltate în patria noastră”[15]